# Atherimorpha tonnoiri
Atherimorpha tonnoiri är en tvåvingeart som beskrevs av Paramonov 1962. Atherimorpha tonnoiri ingår i släktet Atherimorpha och familjen snäppflugor.
Artens utbredningsområde är Tasmanien. Inga underarter finns listade i Catalogue of Life.